# Chrysometa flavicans
Chrysometa flavicans är en spindelart som först beskrevs av Lodovico di Caporiacco 1947.  Chrysometa flavicans ingår i släktet Chrysometa och familjen käkspindlar. Inga underarter finns listade i Catalogue of Life.